# Erigone edentata
Erigone edentata là một loài nhện trong họ Linyphiidae.
Loài này thuộc chi Erigone. Erigone edentata được Kendo Saito & Ono miêu tả năm 2001.